# Alexandr Mayórov
Alexandr Borísovich Mayórov –en ruso, Александр Борисович Майоров– (Gorki, URSS, 6 de junio de 1957) es un deportista soviético que compitió en esquí en la modalidad de combinada nórdica.
Ganó una medalla de bronce en el Campeonato Mundial de Esquí Nórdico de 1984, en la prueba por equipo. Participó en dos Juegos Olímpicos de Invierno, en los años 1980 y 1984, ocupando el séptimo lugar en Lake Placid 1980, en la prueba individual.

## Palmarés internacional
| Campeonato Mundial | Campeonato Mundial    | Campeonato Mundial | Campeonato Mundial        |
| Año                | Lugar                 | Medalla            | Prueba                    |
| ------------------ | --------------------- | ------------------ | ------------------------- |
| 1984               | Rovaniemi (Finlandia) | Medalla de bronce  | TN + 3 × 10 km por equipo |